# Fricativa alveolo-palatal eyectiva
La Fricativa alveolo-palatal eyectiva sorda es un sonido consonántico utilizado en algunos idiomas hablados, su símbolo en el Alfabeto Fonético Internacional es una Fricativa postalveolar sorda ⟨ʃ⟩ con un apóstrofo para señalar que es una consonante eyectiva. Su símbolo equivalente en el X-SAMPA es 
(S_>).

## Características
- Es una consonante fricativa, lo que significa que su sonido se genera en la boca por las vibraciones de una turbulencia causada por la corriente del aire expulsado.
- Es una consonante central, por lo que se produce por la dirección de flujo de aire a través de un canal en el centro de la lengua, y así se dirige el aire hasta los bordes de los dientes, causando una turbulencia de alta frecuencia.
- Su tipo de fonación es sorda, lo que significa que se produce sin vibraciones de las cuerdas vocales.
- Es una consonante oral, lo que significa que se permite que el aire escape a través de la boca, no por la nariz.
- El mecanismo de la corriente de aire es eyectivo (egresivo glótico), lo que significa que el aire es expulsado al bombear la glotis hacia arriba.

## Ocurre en
| Idioma | Idioma | Palabra | AFI     | Significado |
| ------ | ------ | ------- | ------- | ----------- |
| Adigué | Adigué | пшӏы    | [pʃʼə]ⓘ | 'ten'       |
| Gulá   | Gulá   | shew    | [ʃʼɛw]  | 'shave'     |